# Motown
Motown Records, també coneguda com a Tamla-Motown, és una discogràfica estatunidenca dedicada especialment a la música negra (sobretot soul, funk i R&B). La seva fundació fou a Detroit i des de llavors ha tingut un paper fonamental en la difusió de la música popular nord-americana, arribant la seva influència a la majoria dels estils de música moderna actuals. Fou creada el 12 de gener de 1959 per Berry Gordy, sota el nom de Tamla Records. La discogràfica Motown es caracteritzava en els seus orígens per cuidar tots els detalls, des dels músics que gravaven fins a la roba dels seus artistes principals, d'aquí que es parli d'un so i estètica Motown propis.

## Motown Artists
- The Temptations
- The Four Tops
- Smokey Robinson
- Marvin Gaye
- The Supremes